# Dorika unicolor
Dorika unicolor là một loài bướm đêm trong họ Noctuidae.